# Урочасани
„Урочасани“ (на английски: Jinxed) е канадско-американска телевизионна комедия от 2013 г., който е излъчен премиерно по Nickelodeon на 29 ноември 2013 г. Режисьор е Стивън Херек, сценарият е на Ори Уолингтън, продуциран е от Скот Макабой и Ейми Сидорик, и във филма участват Киара Браво, Джак Грифо, Кийгън Конър Трейси, Бъркли Дюфийлд и Джейкъб Бъртланд.
Филмът е гледан от 3.2 милиона зрители по време на премиерата му. По-късно е издаден на DVD от 8 април 2014 г., и на Blu-ray на 4 декември 2015 г.

## Актьорски състав
- Сиара Браво – Мег Мърфи, главната героиня, чийто семейство е прокълнато
- Джейкъб Бъртланд – Чарли Мърфи, по-малкия брат на Мег
- Елена Кампоурис – Айви Мърфи, братовчедка на Брет
- Джак Грифо – Брет, братовчед на Айви
- Донавон Стинсън – Татко, бащата на Мег
- Кийгън Конър Трейси – Мама, майката на Мег
- Джей Бразо – Дядо, дядото на Мег
- Бъркли Дюфийлд – Томи Мърфи, прадядо на Мег
- Андреа Брукс – Кейтлин О'Лиъри, прабаба на Мег
- Джеса Даниелсън – Виолет Маус
- Кармел Амит – Циганката
- Квеси Амеяу – Кметът

## В България
В България филмът е излъчен по локалната версия на „Никелодеон“ на 12 октомври 2014 г. в неделя от 17:15 ч.
В края на 2022 г. е качен в стрийминг платформата SkyShowtime.

### Нахсинхронен дублаж
| Роля          | Изпълнител                   |
| ------------- | ---------------------------- |
| Мег           | [ 8 ]                        |
| Чарли         | Светлана Смолева             |
| Дядо          | Момчил Степанов              |
| Айви          | Ася Братанова                |
| Майката       | Ася Братанова                |
| Бащата        | Светломир Радев              |
| Кметът        | Светломир Радев              |
| Други гласове | Ирена Велчева Георги Николов |

| Обработка              | Александра Аудио |
| ---------------------- | ---------------- |
| Изпълнителен продуцент | Васил Новаков    |
| Преводач               | Бистра Благоева  |
| Тонрежисьор            | Петър Костов     |
| Режисьор на дублажа    | Василка Сугарева |